# التهاب العظم المخلخل
التهاب العظم المخلخل أو التهاب العظم المكثف (بالإنجليزية: Rarefying osteitis) هوَ مُصطلح عام أذى شفيف للأشعة على التصوير الشعاعي، وغالباً ما يتم تشخيصها على أنها خراج قمي أو كيس جذري.

## انظر ايضاً
التهاب عظم مكثف